# Pâ
Pâ là một tổng của tỉnh Balé ở phía nam Burkina Faso. Thủ phủ của tổng này là thị xã Pâ. Theo điều tra dân số năm 1996, tổng này có dân số 18.637 người.

## Các thị xã và các làng
Các thị xã và làng lớn nhất trong tỉnh này như sau:

- Pâ 	(8 649 dân) (thủ phủ)
- Boro	(1 300 dân)
- Didié	                (1 234 dân)
- Hérédougou	        (957 dân)
- Kopoï	                (2 493 dân)
- Koupelé	                (731 dân)
- Voho	                (1 453 dân)
- Yamané	(1 820 dân)